# Ra’Jah O’Hara

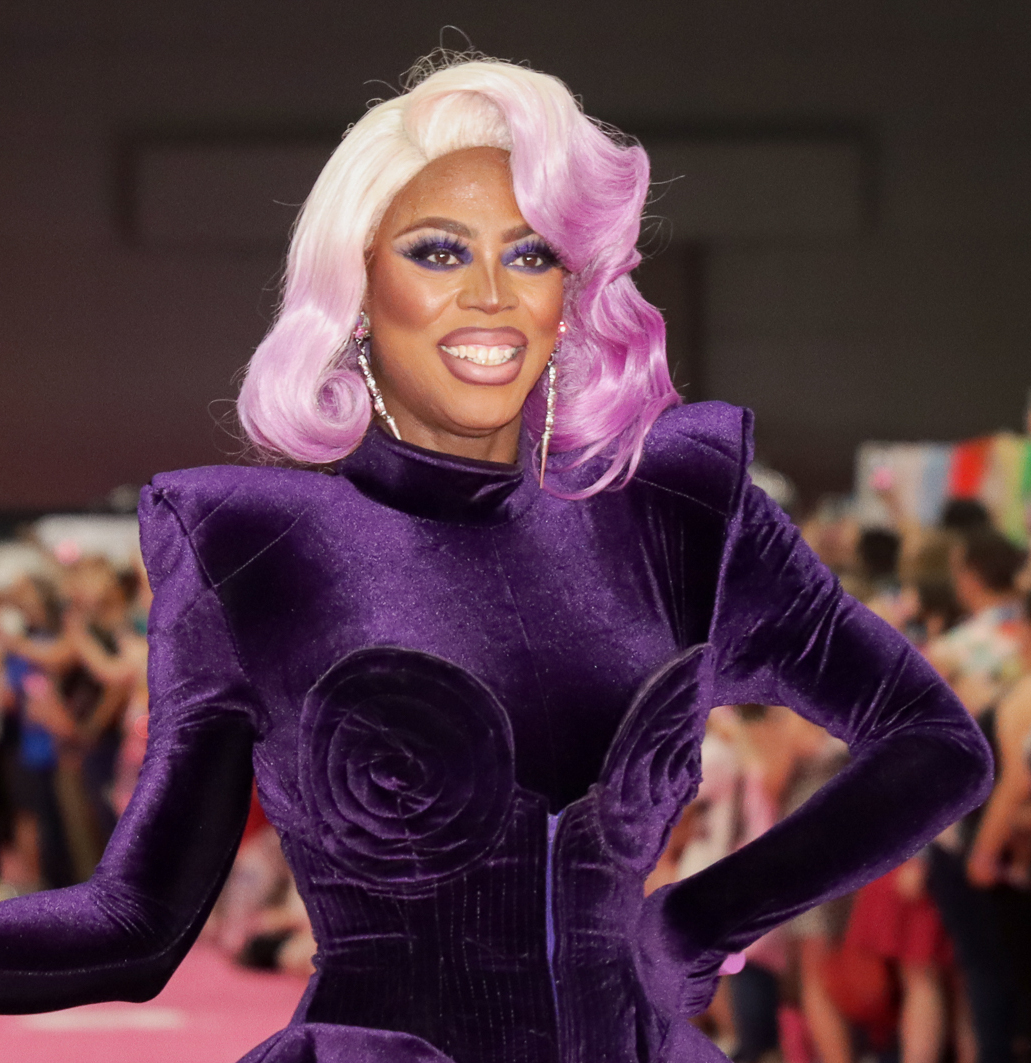
Ra’Jah O’Hara (2023)

Benni Miller (geboren am 31. Dezember 1985) bekannt als Ra’Jah O’Hara, ist eine US-amerikanische Dragqueen. Bekannt wurde er durch das Teilnehmen an der 11. Staffel der Serie RuPaul’s Drag Race und der 6. Staffel von RuPaul’s Drag Race All Stars.

## Ausbildung und Karriere
Miller hat einen Abschluss der Booker T. Washington High School for the Performing and Visual Arts.
Ra’Jah O’Haras Teilnahme bei der 11. Staffel von RuPaul's Drag Race wurde am 24. Januar 2019 bekanntgegeben. In der dritten Folge war sie Teil des ersten Lip-syncs, bei dem sechs der Kandidatinnen gegeneinander antreten mussten. In der sechsten Folge gewann sie den Lip-sync gegen Scarlet Envy zum Lied Last Dance von Donna Summer. Eine Folge später wurde sie gegen A’Keria C. Davenport eliminiert. Vor Drag Race nahm O’Hara an Schönheitswettbewerben, sogenannten Pageants, teil. Ihr ehemaliger Drag Name war Ra’jah O’Hara Narcisse. Ihre Drag Mütter Sha’Niah Ellis Narcisse, Silkie O’Hara Munro und Kelexis Davenport sind Gewinnerinnen jeglicher Schönheitswettbewerbe.
2021 wurde Ra’Jahs Kandidatur als eine von dreizehn Drag Queens bei RuPaul’s Drag Race All Stars bekanntgegeben. In der zweiten Folge wurde sie als Gewinnerin der Maxi-Challenge wie auch des Lip-syncs neben Brooke Lynn Hytes bekanntgegeben. Sie gewann in dieser Folge 20.000 US-Dollar und eliminierte gleichzeitig Mitstreiterin Jiggly Caliente. In der neunten Folge gewann sie ebenfalls die Maxi-Challenge, verlor aber den Lip-Sync gegen Kameron Michaels. Sie wurde Zweitplatzierte mit zwei Siegen und zwei Niederlagen in der sechsten und elften Folge.

## Leben
Miller wohnt in Dallas, Texas. Er ist ein Mitglied vom Drag Haus of Davenport, gemeinsam mit Drag Race Mitstreiterinnen Kennedy Davenport, Sahara Davenport, Monet X Change, Honey Davenport und A’keria C. Davenport.

## Filmografie

### Fernsehen
- 2019: RuPaul's Drag Race (Staffel 11)[10]
- 2019: RuPaul's Drag Race: Untucked
- 2021: Cruel Summer[11]
- 2021: RuPaul’s Drag Race All Stars (Staffel 6)[12]
- 2021: RuPaul’s Drag Race All Stars: Untucked
- 2022: Candas's Drag Race: Canda vs. the World

### Webserien
- 2019: Queen to Queen[13]
- 2019: Whatcha Packin’[14]
- 2019: Countdown to the Crown[15]
- 2019: Castmates for Cash[16]
- 2021: BINGE[17]
- 2021: Whatcha Packin[18]
- 2021: Ruvealing the Look[19]

### Musikvideos
- 2021: Wig Remix von Serena ChaCha[20]
- 2021: Do It Like Dolly von Kylie Sonique Love[21]

## Diskografie
- 2021: Single: Show Up Queen[22]